# 가족협약
가족 협약(프랑스어: Pacte de Famille)은 프랑스 왕국과 스페인 왕국의 부르봉 왕가의 군주들 사이에 세 번에 걸쳐 체결된 동맹이다.

## 제1차 가족 협약
제1차 가족 협약은 1733년 11월 7일에 스페인 펠리페 5세와 프랑스 루이 15세 사이에서 〈에스코리알 조약〉(Treaty of the Escorial)으로 체결된 조약이다.
펠리페 5세는 프랑스 왕 루이 14세의 손자였다. 1700년에 스페인 합스부르크가가 단절되자 부르봉 왕가가 최초로 스페인 왕에 즉위했다. 그는 긴 스페인 왕위 계승 전쟁을 거쳐 〈위트레흐트 조약〉으로 스페인과 프랑스가 합방하지 않는 것을 전제로 왕위를 인정받았다. 또한, 이탈리아 내의 스페인령은 합스부르크 왕가에 할양되었다.
루이 15세는 펠리페 5세의 조카로, 폴란드 왕 스타니스와프 1세의 딸 마리 레슈친스카와 결혼했다. 이 결혼으로 인한 동맹으로 프랑스는 1733년 폴란드 왕위 계승 전쟁에 휘말렸다.
펠리페 5세는 이 전쟁을 틈타 이탈리아의 잃어버린 영토를 되찾으려 했다. 그는 프랑스와의 동맹을 선택하지만, 루이 15세와 혈연관계에 의해 이 동맹은 ‘가족 협약’으로 알려지게 되었다. 스타니스와프 1세의 복위에는 실패했지만, 루이 15세는 로렌 공국을 획득하였고, 펠리페 5세는 셋째 아들 카를로스를 위해 나폴리 왕국과 시칠리아 왕국을 유지할 수 있게 했다.

## 제2차 가족 협약
제2차 가족 협약은 1743년 10월 25일의 〈퐁텐블로 조약〉(Treaty of Fontainebleau)으로 성립되었다, 1차와 마찬가지로 스페인 펠리페 5세와 프랑스 루이 15세 사이에 체결되었다.
이 협약은 오스트리아 왕위 계승 전쟁 중에 체결된 조항이기 때문에 대부분이 전쟁 수행과 관련되어 있다. 동맹을 통해 1748년 펠리페 5세의 넷째 아들 펠리페가 파르마, 피아첸차 그리고 구아스탈라의 공작이 되었고, 이탈리아에서 스페인의 영향력이 커졌다.

## 제3차 가족 협약
제3차 가족 협약은 1761년 8월 15일, 스페인 카를로스 3세와 프랑스 루이 15세 사이에서 〈파리 조약〉(Treaty of Paris)에 의해 성립되었다.
카를로스 3세는 펠리페 5세의 셋째 아들이었으며, 루이 15세의 사촌에 해당한다. 1761년 당시 프랑스는 7년 전쟁에서 그레이트 브리튼 왕국과 싸우고 있었다. 카를로스 3세의 동맹 정책은 선대의 페르난도 6세의 중립 정책을 반대했다. 협약에서 스페인의 동맹국 나폴리 왕국과 토스카나 대공국도 포함되어 있었다. 그러나 스페인의 참전은 영국이 마닐라와 아바나를 침공하는 계기가 되었고, 1763년의 파리 조약에서 회복한 스페인령 플로리다를 영국에 할양할 수 밖에 없게 된다.

## 그 후 프랑스-스페인 협약
1779년 4월 12일 프랑스와 스페인은 〈아랑후에스 협약〉(Treaty of Aranjuez)을 체결했다. 조약에 따라 스페인은 미국 독립 전쟁에 참전하여 영국과 적대했다. 이 협약은 3차 가족 협약의 갱신으로 간주했기 때문 '제4차 가족협약'이라고 명명되지 않았다.
1796년 8월, 마누엘 데 고도이는 프랑스와 교섭하고 제2차 〈산이루데혼소 협약〉을 체결했다. 조약에 따라 스페인은 영국에게 선전포고를 하게 된다. 조약이 체결된 당시, 프랑스의 부르봉 왕가는 프랑스 혁명으로 살해되거나 망명하고 있었기 때문에, 이 협약은 가족협약으로 간주되지 않는다.